# Mayo Lake
Mayo Lake är en sjö i Kanada.   Den ligger i territoriet Yukon, i den västra delen av landet, 4 100 km väster om huvudstaden Ottawa. Mayo Lake ligger 671 meter över havet.
Trakten runt Mayo Lake är nära nog obefolkad, med mindre än två invånare per kvadratkilometer.